# Трей Філліпс (тенісист)
Трей Філліпс (англ. Trey Phillips; нар. 27 червня 1973) — колишній американський тенісист.
Найвищу одиночну позицію світового рейтингу — 772 місце досяг 24 червня 1996, парну — 154 місце — 9 червня 1997 року.

## Фінали ATP Челленджер

### Парний розряд: 4 (1–3)
| Результат | Ранг | Дата     | Турнір               | Покриття | Партнер        | Суперники                  | Рахунок  |
| --------- | ---- | -------- | -------------------- | -------- | -------------- | -------------------------- | -------- |
| Поразка   | 1.   | Вер 1996 | Урбана, США          | Тверде   | Брендон Коуп   | Скотт Гамфріс Девід Ділуша | 4–6, 2–6 |
| Поразка   | 2.   | Лют 1997 | Любек, Німеччина     | Килим    | Кріс Вілкінсон | Матіас Гунінґ Йост Віннінк | 6–7, 6–7 |
| Перемога  | 1.   | Бер 1997 | Магдебург, Німеччина | Килим    | Кріс Вілкінсон | Томаш Анзарі Петр Лукса    | 6–3, 6–4 |
| Поразка   | 3.   | Кві 1997 | Спліт, Хорватія      | Ґрунт    | Давід Родіті   | Діну Пескаріу Девін Бовен  | 6–7, 3–6 |